# L'isola misteriosa e il capitano Nemo
L'isola misteriosa e il capitano Nemo è un film del 1973 diretto da Juan Antonio Bardem e Henri Colpi.
Il film è un riassunto dello sceneggiato televisivo L'Île mystérieuse trasmesso in sei puntate della durata di circa 50 minuti ciascuna a partire dal 17 dicembre 1973 sul primo canale dell'ORTF.

## Critica
(Leo Pestelli su La Stampa del 10 aprile 1973)